# Église Notre-Dame-de-l'Assomption de Saint-Tropez
Pour les articles homonymes, voir Tropez.
L'église Notre-Dame-de-l'Assomption de Saint-Tropez est une église de style baroque du XVIe siècle dédiée à Notre-Dame de l'Assomption à Saint-Tropez dans le Var en Provence. Ce monument, inscrit aux monuments historiques depuis le 9 juillet 1981, est un des emblèmes de la ville.

## Historique
Cette église est construite au XVIe siècle, au cœur du village de Saint-Tropez à l'emplacement d'une précédente église. Les travaux durent jusqu'en 1784.

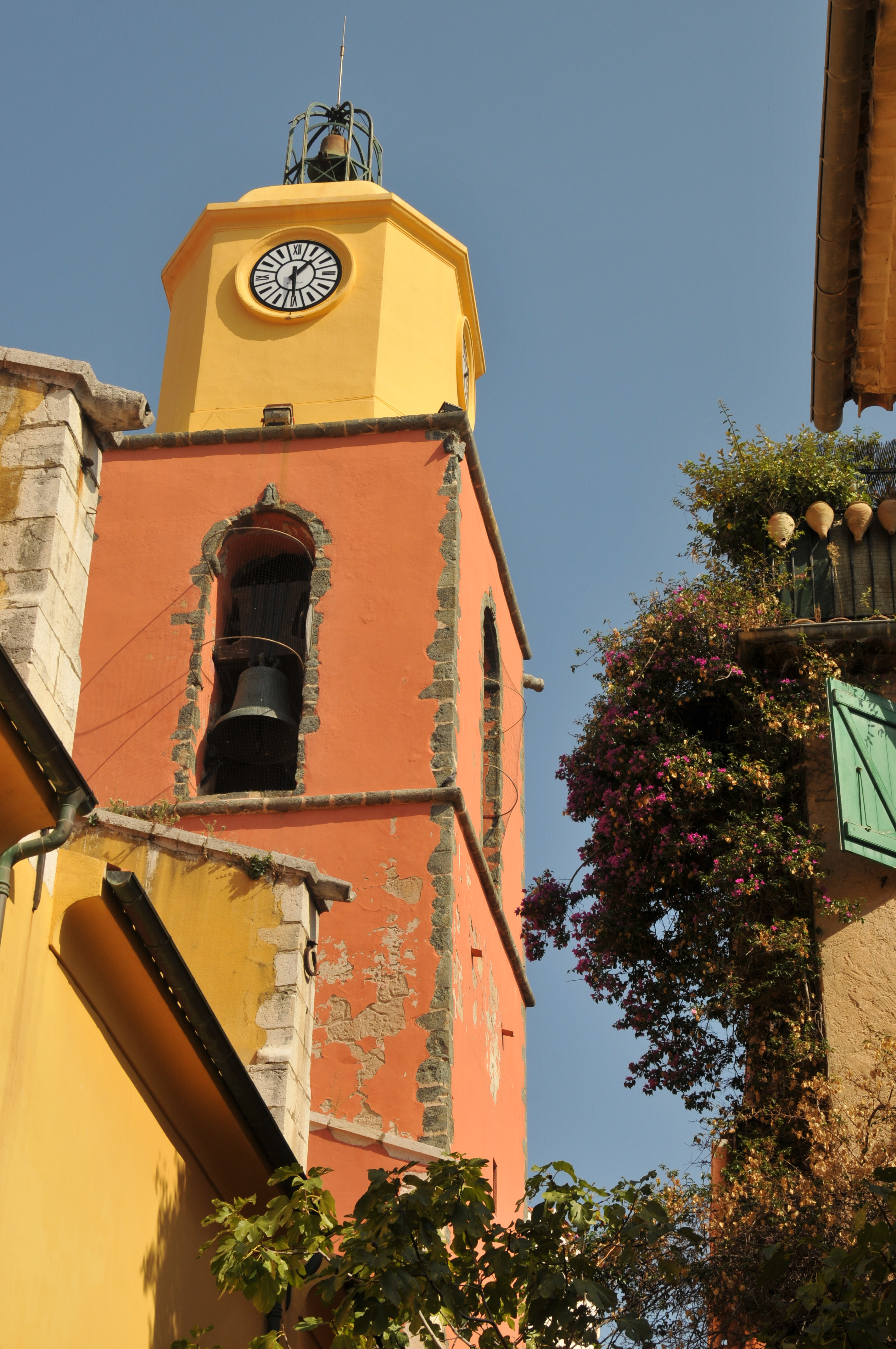
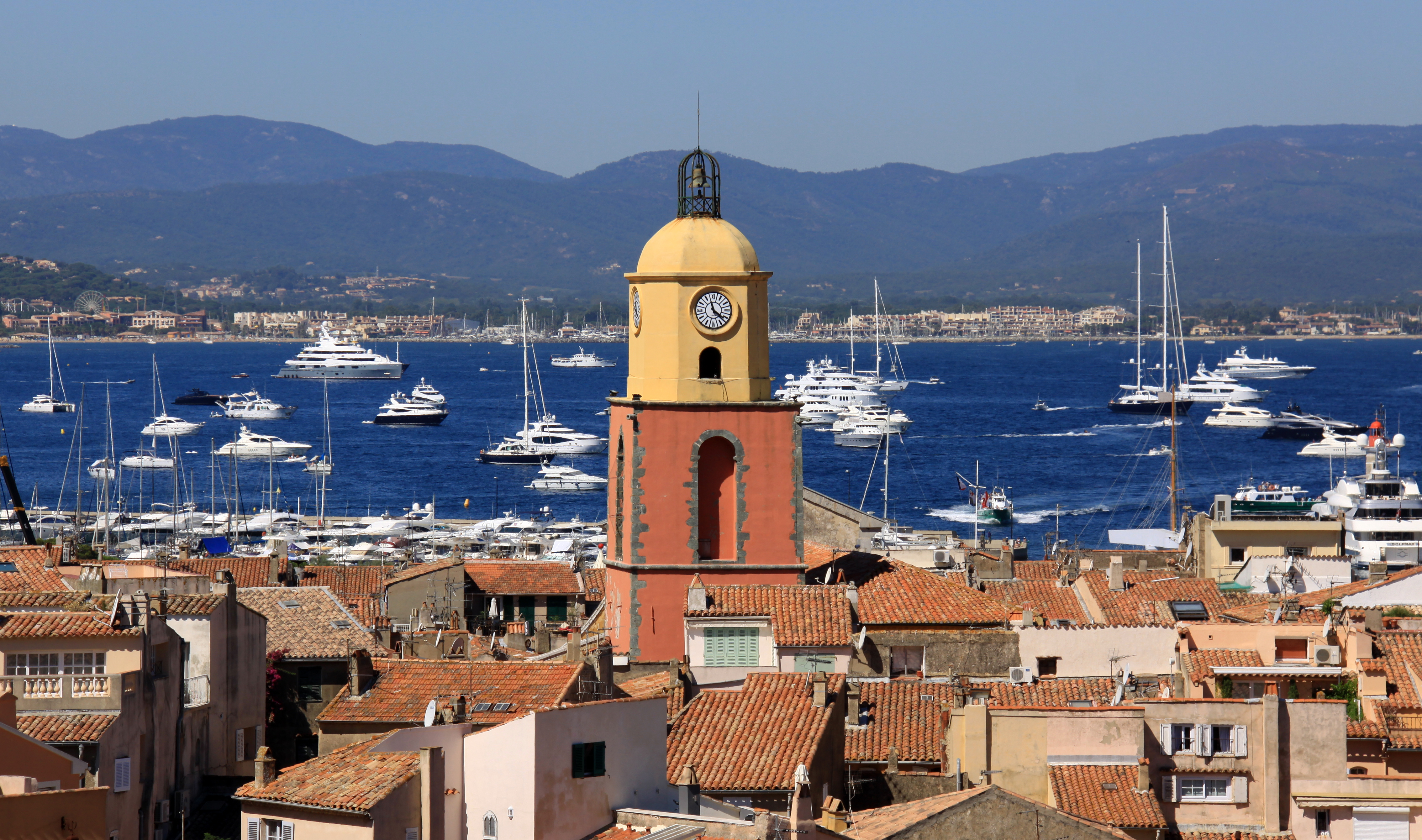

L’église est construite avec une façade en calcaire blanc et avec un clocher et campanile aux couleurs ocre et terre de Sienne en contraste avec la couleur bleu azur du ciel et de la mer.
À l'intérieur de l'édifice sont exposés entre autres un buste de saint Tropez (saint protecteur des marins et saint patron de Saint-Tropez, qui est porté au cours de la « procession de la bravade de Saint-Tropez ») et un buste de saint Pierre…
En 1820 l’église Notre Dame de l’Assomption est consacrée par l'archevêque d’Aix-en-Provence, Mgr de Bausset-Roquefort.  

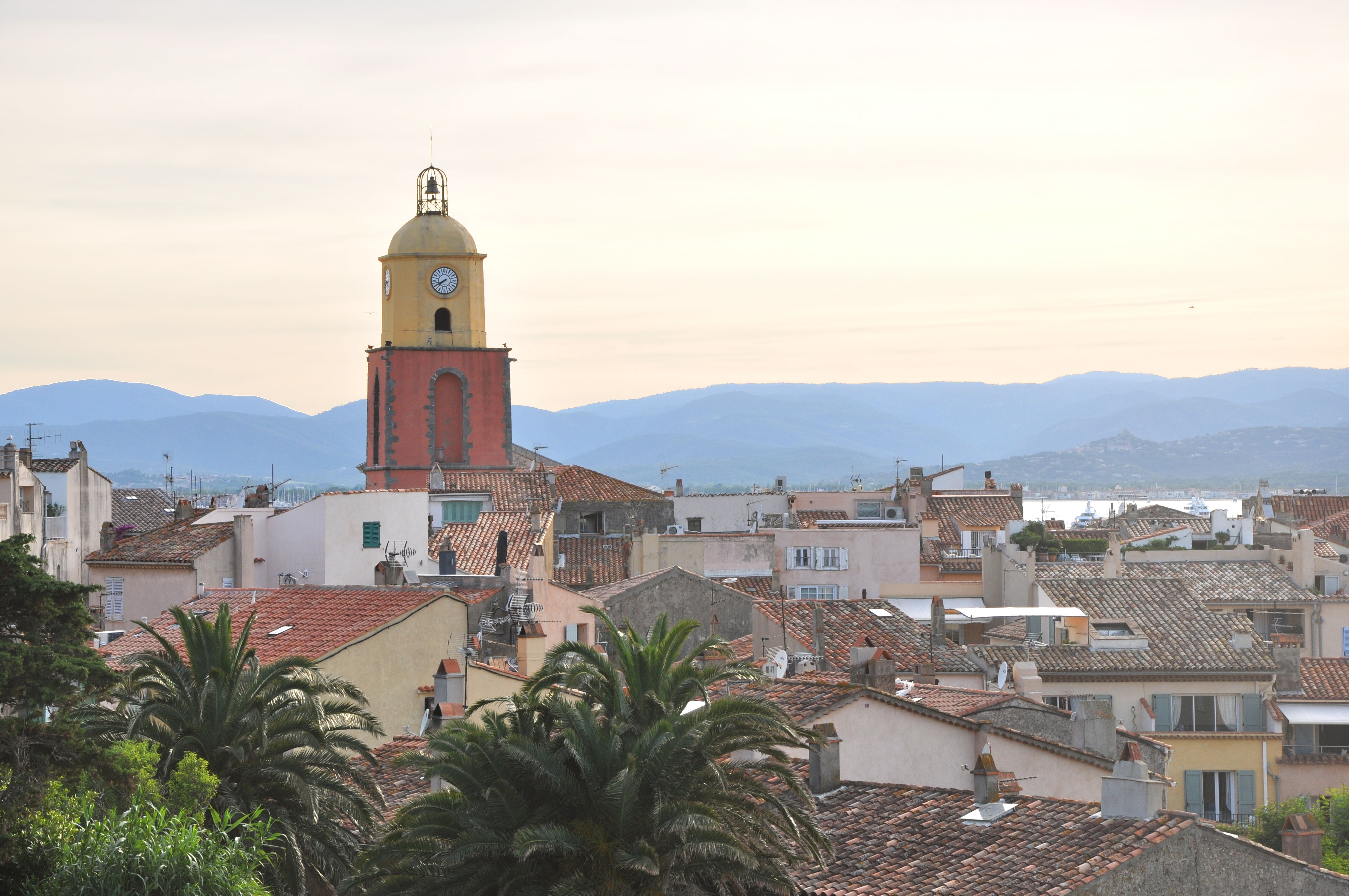
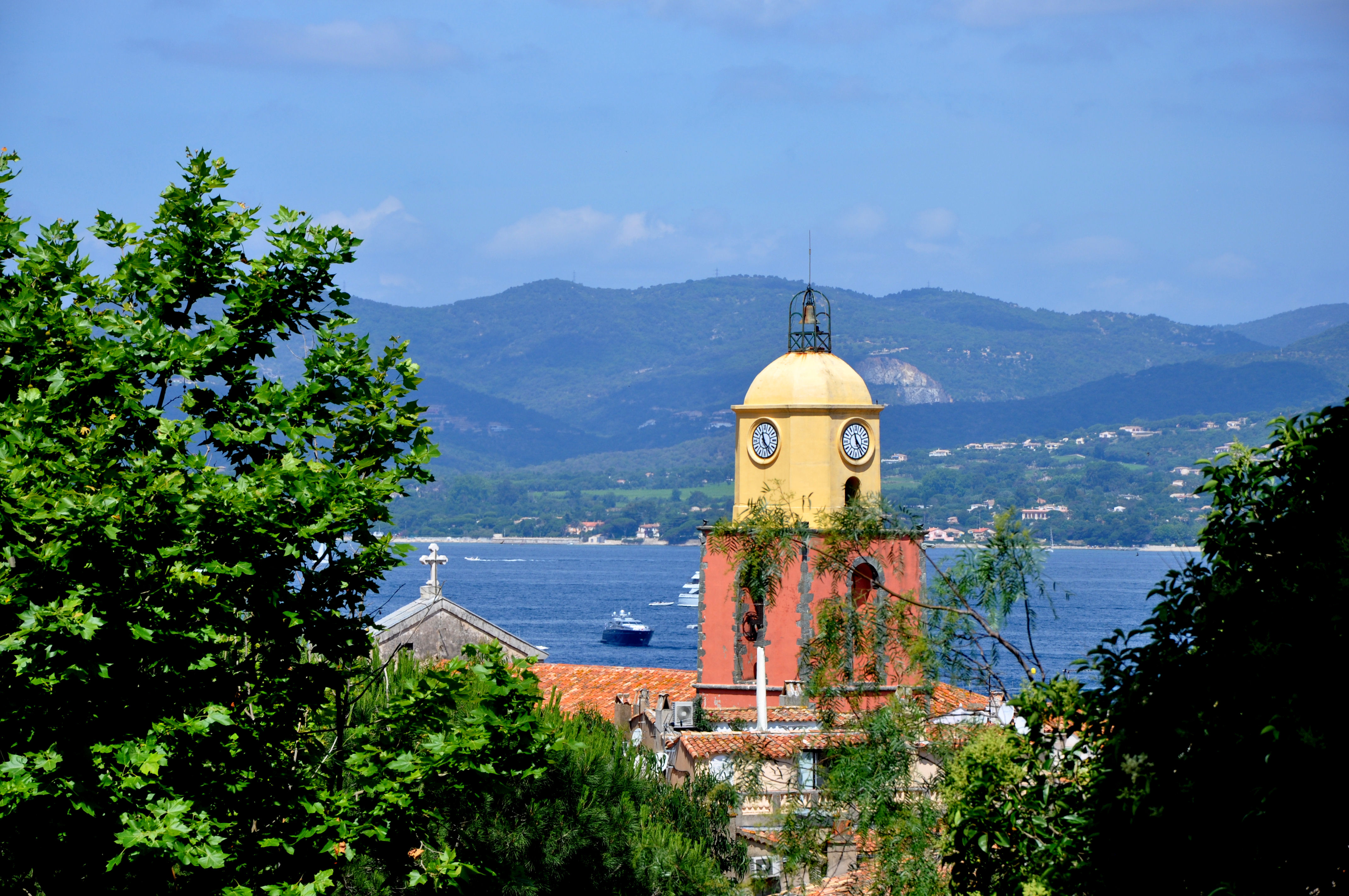
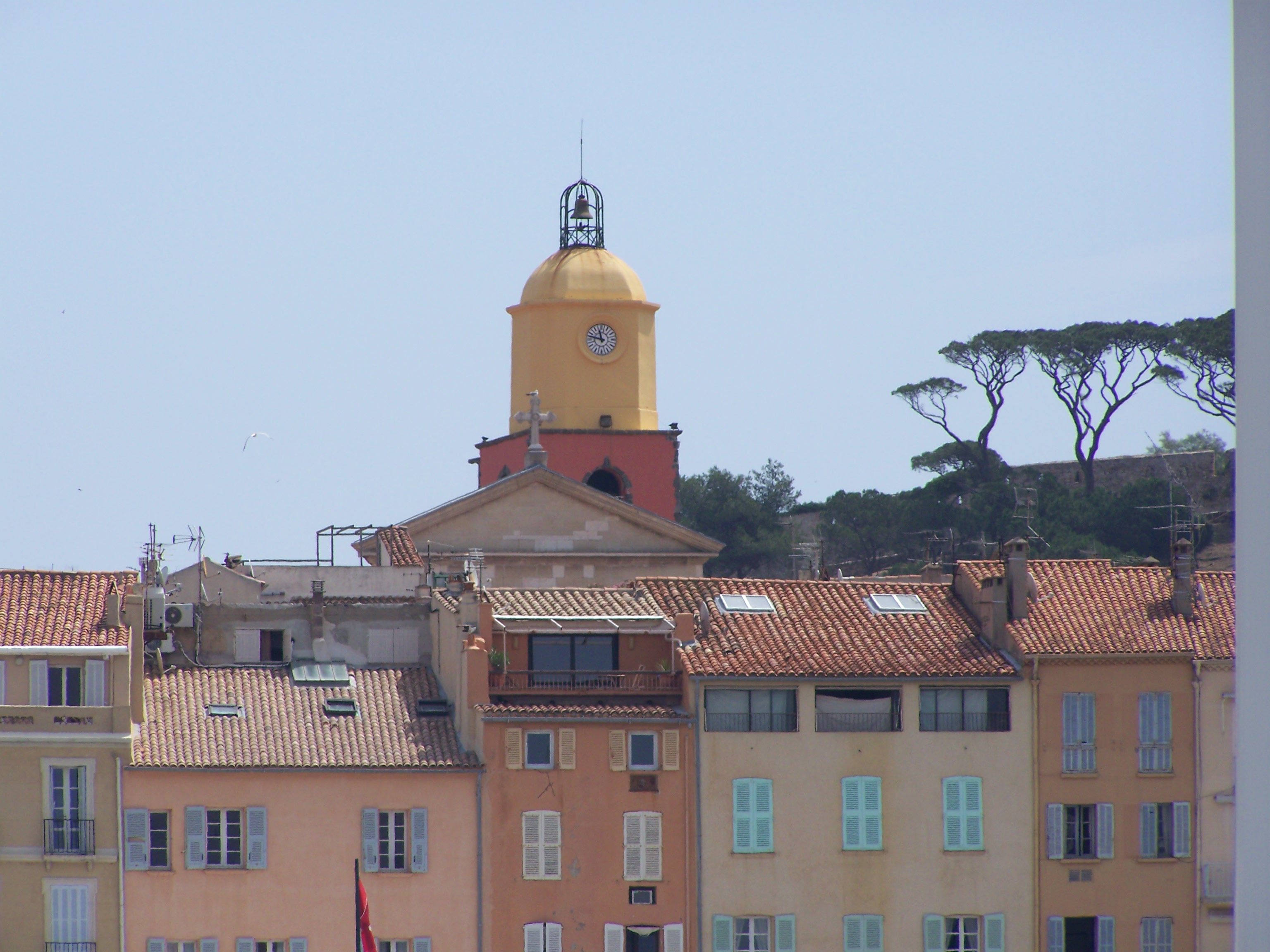
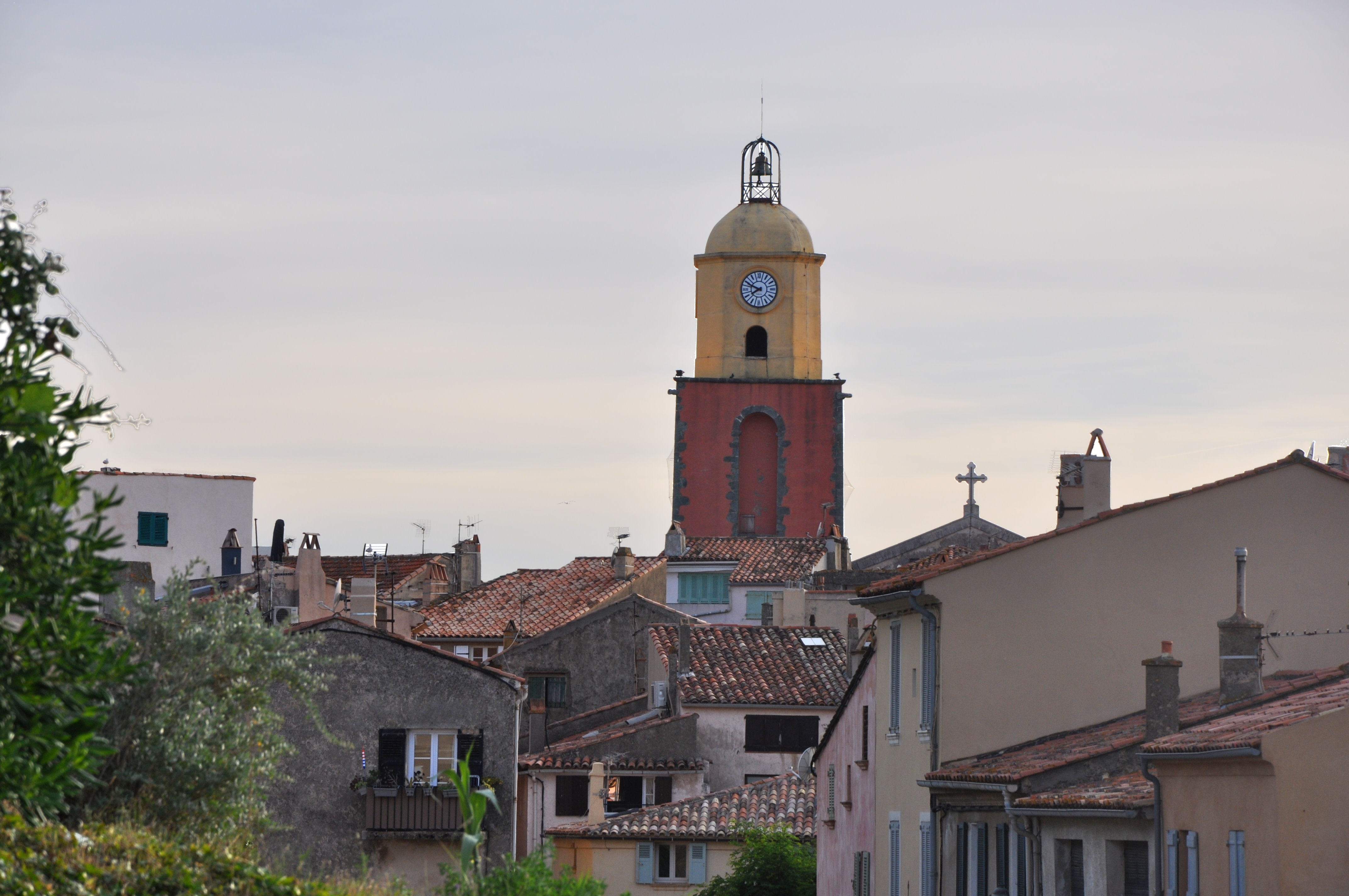

En 1896, Paul Signac peint le clocher dans Le Clocher de Saint-Tropez, conservé à la Fondation Bemberg de Toulouse.